# Leptochelia ignota
Leptochelia ignota är en kräftdjursart som först beskrevs av Charles Chilton 1884.  Leptochelia ignota ingår i släktet Leptochelia och familjen Leptocheliidae. Inga underarter finns listade i Catalogue of Life.